# Bractwo Trojka
Bractwo Trojka, wcześniej Oficyna Wydawnicza Bractwa Trojka – polskie wydawnictwo powstałe w 1994, z siedzibą w Poznaniu. Zajmuje się przede wszystkim wydawaniem książek o tematyce anarchistycznej, jak również lewicowej. Działalność wydawnictwa jest ściśle powiązana z polskim środowiskiem anarchistycznym, a zwłaszcza ze skłotem Rozbrat.

## Historia
W pierwszej połowie lat 90. w Poznaniu działała nieformalna grupa osób, która wspólnie wydawała artystyczno-społecznego zina „Szelest”. Był on początkowo składany ręcznie, z czasem jednak usprawniano proces tworzenia, co umożliwiło zwiększenie liczby stron do 60. Osoby odpowiedzialne za czasopismo zaczęły w 1994 wydawać broszury, które stanowiły przedruki z innych wydawnictw. Pierwsza taka publikacja dotyczyła Michaiła Bakunina. To wtedy zaczęto oficjalnie używać nazwy Oficyna Wydawnicza Bractwo Trojka. Inspirację do jej stworzenia miał stanowić wiersz autorstwa Nikołaja Gogola, zamieszczony w czasopiśmie „Świat Słowiański” z 1907.
Wydawnictwo początkowo publikowało, poza zinem „Szelest”, broszury anarchistyczne, tomiki wierszy, zbiory opowiadań, komiksów, fragmenty i reprinty różnego rodzaju tekstów. Niektóre wydania były celowo wykańczane w warunkach domowych, np. pierwsze 100 egzemplarzy broszury Państwo i jego rola historyczna autorstwa Piotra Kropotkina posiadało ręcznie malowane okładki.
Z czasem Bractwo Trojka skupiło się na wydawnictwach zwartych. Jako pierwsze w Polsce opublikowało m.in. Anarchizm i inne eseje Emmy Goldman, Przebudowa społeczeństwa Murraya Bookchina, Przypadkowa śmierć anarchisty Dario Fo czy wspomnienia Eliezera Hirszauge. Wśród autorek i autorów innych publikacji znaleźli się m.in. Piotr Kropotkin, Michaił Bakunin, Immanuel Wallerstein, Daniel Grinberg, Ernst Friedrich, Jarosław Urbański, Noam Chomsky, Sam Mbah, David Graeber, Jacques Ellul czy Fredy Perlman.
Z wydawnictwem związana jest działająca na skłocie Rozbrat Poznańska Biblioteka Anarchistyczna, która jednocześnie funkcjonuje jako archiwum. Od 2002 Bractwo Trojka wydaje broszurowe opracowania archiwalnych zbiorów Biblioteki.